# Vladimír Kadlec (Pädagoge)
Vladimír Kadlec (* 4. Oktober 1912 in Prag; † 3. April 1998 ebenda) war ein tschechoslowakischer Bürgerrechtler, Minister und Publizist.

## Leben
Der Sohn des Eisenbahners Bohumír Kadlec wuchs in Zdice auf, wo sein Vater als Lokomotivführer arbeitete. 1931 beendete er seine Gymnasialausbildung in Beroun mit Auszeichnung und begann ein Studium der Rechtswissenschaften an der Karlsuniversität Prag. Danach war Kadlec an der Wirtschaftsuniversität Prag am Lehrstuhl für Volkswirtschaftslehre tätig. 1944 wurde sein Sohn Ondřej geboren. Von 1966 bis zu seiner Ernennung zum Minister war Kadlec Rektor der Wirtschaftsuniversität.
Während des Prager Frühlings wurde Kadlec am 8. April 1968 zum Bildungsminister der Regierung Oldřich Černík ernannt und bereitete eine tiefgreifende Reform des Schulwesens in der Tschechoslowakei vor. Nach dem Einmarsch der Warschauer Paktstaaten wurde Kadlec am 8. Januar 1969 abgelöst und während der Säuberung aus der Kommunistischen Partei ausgeschlossen. Ab 1970 schloss sich Kadlec der Bürgerrechtsbewegung an und gehörte zu den Erstunterzeichnern der Charta 77. Seine letzte Ruhestätte befindet sich in Křivoklát.

## Werke
Während seiner Lehrtätigkeit publizierte Kadlec mehrere mathematische Modelle zur Volkswirtschaftslehre.
- Podivné konce našich prezidentů, Verlag Kruh 1991